# Eurhaphidophora
Eurhaphidophora is een geslacht van rechtvleugeligen uit de familie grottensprinkhanen (Rhaphidophoridae). De wetenschappelijke naam van dit geslacht is voor het eerst geldig gepubliceerd in 1999 door Gorochov.

## Soorten
Het geslacht Eurhaphidophora omvat de volgende soorten:
- Eurhaphidophora nataliae Gorochov, 1999
- Eurhaphidophora visibilis Gorochov, 2010